# 台視メインチャンネル
台視メインチャンネル（中国語: 台視主頻、英語: TTV Main Channel）は、台湾電視公司傘下の無料地上波テレビチャンネルである。1962年10月10日に放送開始。主にニュース番組・バラエティ番組シリーズやテレビシリーズを放送している。

## テレビチャンネル

### アナログ（2012年6月30終了）
北部:BET-21/Ch.1
中部:BET-22/Ch.6
南部:BET-23/Ch.1
宜蘭県:BET-24/Ch.4
花蓮県:BET-25/Ch.1
台東県:BET-26/Ch.4